# Francisco Pinto Balsemão
Francisco José Pereira Pinto de Balsemão GCC • GCIH • GCL • GOB (Santa Isabel, Lisboa, 1 de setembro de 1937) é um empresário português, primeiro-ministro de Portugal entre Janeiro de 1981 e Junho de 1983.
Jurista de formação, foi advogado, jornalista e, igualmente, dirigente político ativo, até se dedicar exclusivamente à vida empresarial, no setor da comunicação social. 
Pinto Balsemão é fundador e presidente do Grupo Impresa e presidente do Conselho de Administração da Sociedade Independente de Comunicação (SIC), a primeira estação de televisão privada em Portugal.

## Família
Francisco José Pereira Pinto Balsemão nasceu a 1 de setembro de 1937 em Lisboa.
Filho de Henrique Patrício Pinto Balsemão (Guarda, 9 de Setembro de 1897 - ?) e de sua esposa (Lisboa, 21 de Maio de 1922) D. Maria Adelaide van Zeller de Castro Pereira (Sintra, 11 de Agosto de 1897 - ?); neto paterno de Francisco Pinto Balsemão e bisneto paterno de Henrique António Patrício; bisneto materno de Rodrigo Delfim Pereira, filho bastardo de Pedro IV de Portugal e da Baronesa de Sorocaba; primo em segundo grau de Teresa, António e Alexandre Patrício Gouveia.

### Casamentos e Descendência
Casado pela primeira vez, e depois divorciado, com Maria Isabel de Lacerda Rebelo Pinto da Costa Lobo ("Belixa"), filha de Manuel da Costa Lobo Cardoso (Vila Real, 15 de Novembro de 1907 -?), Director-Geral do Banco de Angola, e da sua esposa Maria Amélia de Lacerda Rebelo Pinto (Quissol, Malanje -?). Deste casamento nasceram dois filhos:
- Mónica da Costa Lobo Pinto Balsemão, casada com Filipe Pereira Caldas Penaguião (n. Luanda, 8 de setembro de 1963), filho de António Manuel de Paula Morando Penaguião (n. Lisboa, 20 de junho de 1935), descendente de italianos, e de sua esposa Maria João da Costa Pereira Caldas (n. Lisboa, 17 de junho de 1945), e teve dois filhos: Tomás Pinto Balsemão Penaguião e Marta Pinto Balsemão Penaguião.
- Henrique da Costa Lobo Pinto Balsemão, casado em 29 de abril de 2006 com Vera Cravinho, e teve três filhos:
  - Maria Cravinho Pinto Balsemão;
  - Concha Cravinho Pinto Balsemão;
  - Vicente Cravinho Pinto Balsemão (nascido em 2010).

Casado pela segunda vez com Maria Mercedes Aliu Presas ("Tita"), de ascendência espanhola. Tiveram dois filhos:
- Joana Presas Pinto Balsemão (nascida em Lisboa, São Sebastião da Pedreira, 25 de junho de 1976 (48 anos)), divorciada de Francisco de Atouguia Belford Correia da Silva (nascido em Lisboa, 31 de outubro de 1974 (50 anos)), filho de Pedro de Barros Belford Correia da Silva (n. 24 de abril de 1946), dos Condes (ex-Viscondes) de Paço de Arcos, de remota ascendência inglesa, e primeira esposa (como seu primeiro marido) Margarida Maria de Castro de Atouguia (n. Lisboa, Santos-o-Velho, 30 de outubro de 1948), dos Viscondes de Atouguia, e teve três filhos: Francisco Pinto Balsemão Correia da Silva (nascido em Oeiras, Paço de Arcos, 29 de Junho de 2001), Teresa Pinto Balsemão Correia da Silva (nascida em Lisboa, 9 de Novembro de 2004) e Pedro Pinto Balsemão Correia da Silva (nascido em Lisboa, 24 de agosto de 2007). Estudou na Escola St. Julian em Carcavelos com o seu irmão Francisco Pedro. Recentemente viveu 5 anos em Bruxelas com a família e regressou a Portugal há 2 anos. Trabalha como vereadora na câmara de Cascais.
- Francisco Pedro Presas Pinto Balsemão, solteiro e sem descendência.

Fora do casamento, teve um filho de Isabel Maria Supico Pinto (nascida em Lisboa, 26 de outubro de 1942 (82 anos)), segunda esposa  sem descendência de Vasco Maria Vasques da Cunha de Eça da Costa e Almeida, 3º visconde de Maiorca, filha natural do Ministro Clotário Luís Supico Ribeiro Pinto (1909-1986, 937 Associado do Segundo Clube Tauromachico) e da actriz Maria Adelaide da Silva Lalande (Castelo Branco, 7 de Novembro de 1913 - Lisboa, 21 de Março 1968), esposa do ator Ribeirinho:
- Francisco Maria Supico Pinto Balsemão, casou-se com Ana Duarte e teve duas filhas:
  - Isabel Duarte Pinto Balsemão;
  - Luísa Duarte Pinto Balsemão.

## Percurso académico e profissional
Estudou no Liceu Pedro Nunes, em Lisboa. Francisco Pinto Balsemão completou a licenciatura em Direito na Faculdade de Direito da Universidade de Lisboa.
Terminada a licenciatura, foi cumprir o serviço militar, na Força Aérea Portuguesa. Aqui tornou-se ajudante do coronel Kaúlza de Arriaga, e, em seguida, chefe de redação do respetivo meio de informação oficial, a revista Mais Alto.
Cumprido o serviço militar, foi realizar o estágio de advocacia, no escritório de Pedro Soares Martínez.
Em concílio com a atividade de advogado, Francisco Pinto Balsemão iniciou a sua colaboração com o Diário Popular, que era controlado pelo seu tio, Francisco como ele. Nesse jornal vespertino, exerceu a função de secretário da Direção.
Foi professor associado convidado da Faculdade de Ciências Sociais e Humanas da Universidade Nova de Lisboa, entre 1987 e 2002.
Foi membro do Conselho Consultivo da Universidade de Lisboa (2007-2009), presidente do Conselho da Faculdade de Ciências Sociais e Humanas da Universidade Nova de Lisboa (Maio 2009) e membro do Conselho Consultivo do ISEG (Instituto Superior de Economia e Gestão) desde Abril de 2010.

## Carreira na comunicação social
A ligação de Balsemão ao jornalismo e à imprensa remonta a 1961, quando assumiu a chefia de redação da revista Mais Alto, órgão de comunicação da Força Aérea Portuguesa. 
Em seguida, foi secretariar a direção do Diário Popular, até 1963, passando a integrar o respetivo Conselho de Administração desse matutino, em1965. Deixou esse cargo em 1971.
O ingresso como administrador do Diário Popular deve-se ao facto de o tio de Francisco Pinto Balsemão ser acionista desse jornal. De resto, a ligação da sua família à imprensa remonta ao avô paterno, também ele chamado Francisco Pinto Balsemão, originário do Sabugal, distrito da Guarda. Precisamente na Guarda, o avo Balsemão, comerciante e apoiante da Primeira República, fundara o Jornal do Povo, primeiro semanário republicano de província, e O Combate, outro jornal comprometido com a intervenção republicana.
Afastado do Diário Popular, Francisco Pinto Balsemão resolve criar o seu próprio projeto jornalístico, inspirado nos semanários que se publicavam noutros países da Europa. 
Nasce assim o semanário Expresso, chegado as bancas em princípios do ano de 1973, jornal que, além de um papel importante na transição para a Democracia, tornar-se-ia num dos mais prestigiados títulos da imprensa portuguesa. 
Francisco Pinto Balsemão foi o seu primeiro diretor, até 1979, ano em que lhe sucedeu Marcelo Rebelo de Sousa, que era também jornalista e pequeno acionista do jornal.

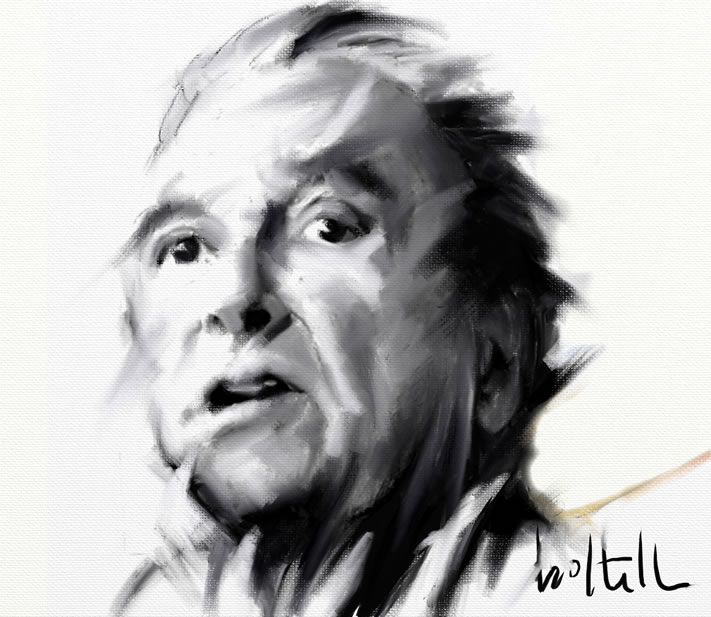
Francisco Pinto Balsemão retratado por Bottelho

O jornal seria a base da constituição de um grupo de comunicação social, suportado na holding Impresa, SGPS, SA, através do qual entrou no mercado da televisão, após a liberalização do setor audiovisual, ocorrida durante o governo de Aníbal Cavaco Silva. 
A SIC – Sociedade Independente de Comunicação, SA, é detida a 100% pela Impresa, e ainda hoje tem Pinto Balsemão como presidente do Conselho de Administração. De resto, a Impresa é ainda proprietária da sub-holding Impresa Publishing, que além do Expresso, detém a versão portuguesa do jornal Courrier Internacional, o jornal Blitz, o Jornal de Letras e as revistas Visão, Exame, Exame Informática, Caras, Activa, TV Mais, Telenovelas, Caras Decoração, etc. A Impresa detém ainda 100% da InfoPortugal e 75% do site Olhares. Na distribuidora VASP detém 33,33%, 22,35% na Agência Lusa e 15% na Nonius Soft (tecnologias de entretenimento para a indústria hoteleira).
Ao longo da sua carreira na comunicação social, Pinto Balsemão integrou os órgãos de várias organizações do setor, tendo sido, nomeadamente, presidente do Conselho Europeu de Editores (European Publishers Council) (1999), membro não executivo do Conselho de Administração do Daily Mail and General Trust PLC (2002), presidente do Conselho de Administração do EIM - European Institute for the Media (1990-1999) e do European Television and Film Forum (1999-2006), vice-presidente (1995-2003) da Fundação Journalistes en Europe e membro do Conselho Assessor da Revista Quaderns del Cac, editada pelo Conselho do Audiovisual da Catalunha (Agosto de 2009).

## Carreira política

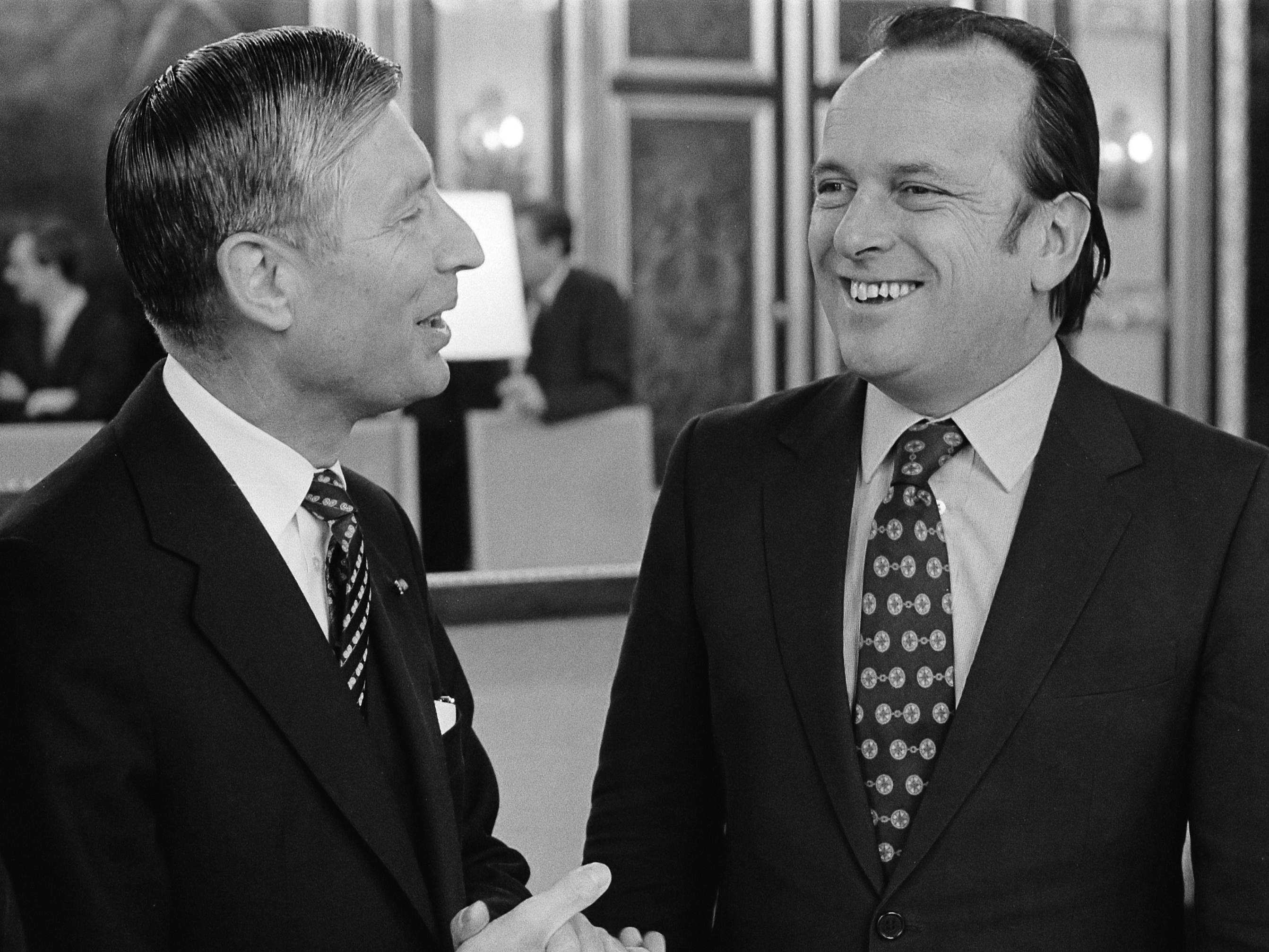
Dries van Agt e Francisco Pinto Balsemão (1982)

Nos últimos anos do Estado Novo, mais precisamente após as eleições legislativas de 1969, foi deputado independente à Assembleia Nacional, representando a Ala Liberal, juntamente com José Pedro Pinto Leite, Sá Carneiro, Magalhães Mota, Mota Amaral, Miller Guerra, entre outros, que lutavam pela abertura do regime à democracia. Demitiu-se desse cargo após a saída de Sá Carneiro, em 1973.
Após o 25 de Abril de 1974, precisamente ao lado de Francisco Sá Carneiro e Joaquim Magalhães Mota, Pinto Balsemão foi um dos três membros fundadores do Partido Popular Democrático (PPD),  actual PSD.
Foi deputado eleito à Assembleia Constituinte, de 1975 a 1976, e seu vice-presidente, e à Assembleia da República, em 1979, 1980 e 1985.
Com a vitória da Aliança Democrática nas legislativas de 1979, estreou-se no governo, como Ministro de Estado Adjunto do Primeiro-ministro no VI Governo Constitucional (1980-1981), chefiado por Francisco Sá Carneiro. 
Com a morte deste, em dezembro de 1980, no trágico Acidente de Camarate, Pinto Balsemão viria a ocupar o cargo de primeiro-ministro do VII Governo Constitucional (1981) e do VIII Governo Constitucional (1981-1983), ainda com o apoio da AD (coligação entre o PSD, o Centro Democrático Social e o Partido Popular Monárquico).
Fundador e presidente do Conselho de Administração do Instituto para o Progresso Social e Democracia (de 1983 a 1986) e presidente do seu Conselho Geral (de 1987 a 1989) sendo, desde 1998, presidente do Conselho Geral do Instituto Sá Carneiro.
É membro do Conselho de Estado (Julho 2005).
Foi membro da Comissão para a Revisão do Conceito Estratégico da Defesa Nacional (Junho 2012).

## Funções públicas
Entre as restantes funções públicas que desempenhou, contam-se as de presidente do Conselho Consultivo do Banco Privado Português e membro do Conselho Assessor Internacional do Banco Santander Totta (2004).
É presidente do Júri do Prémio Pessoa (1987), membro do Júri do Prémio Príncipe das Astúrias de Cooperação Internacional (1996), membro do Consejo de Protectores da Fondación Carolina (2001), membro do Conselho Geral da COTEC Portugal – Associação Empresarial para a Inovação (2003), membro do Conselho de Curadores da Fundação Luso-Brasileira (Abril 2004), do Comité Executivo do Global Business Dialogue (1999-2002), membro não executivo (1980-2006) do Conselho de Administração da Celbi, presidente não executivo (1999-2007) da Allianz Portugal, presidente não executivo da Nec Portugal (1995-Julho 2010), vice-presidente da Fundação Jornalistes en Europe (1995-2003) e presidente do Conselho de Administração do European Institute for the Media (1990-1999).
É o único português com estatuto de membro permanente do Clube de Bilderberg e do seu Steering Committee.

## Distinções e prémios
Prémios
- "Prémio Personalidade do Ano 1992", atribuído pela Associação de Imprensa Estrangeira (Julho de 1993)
- "Prémio Empresário do Ano - 1993", atribuído pela Compaq (Janeiro de 1994)
- "Prémio Nacional Manuel Pinto de Azevedo, Jr.", atribuído pelo O Primeiro de Janeiro, no ano das comemoração dos 130 anos deste jornal (Dezembro de 2000)
- Prémio "Empresário do Ano 2001/2002" atribuído pelo Rotary Clube de Lisboa (Novembro de 2002)
- "Prémio Carreira", atribuído pela ANJE (Associação Nacional de Jovens Empresários) (Maio de 2004)
- "VII Premio de Periodismo Rafael Calvo Serer", atribuído pela Fundación Diario Madrid (Setembro de 2007)
- "Prémio Arco-Íris" da Associação ILGA Portugal (2007)
- "Prémio  Personalidade do Ano no setor dos Média - 2007",  atribuído pelo jornal Meios & Publicidade (Maio de 2008)
- "Prémio Carreira de Jornalismo", atribuído pela Câmara Municipal de Portimão (Setembro de 2008)
- "Prémio Empresário do Ano", atribuído pelo Rotary Club de Lisboa (Abril de 2011)
- "Prémio Lifetime Achievement em Mercados Financeiros – Investor Relations and Governance Awards" atribuído pela empresa Deloitte (Julho de 2011)
- "Prémio Prestígio Mercúrio", atribuído pela Confederação de Comércio e Serviços de Portugal e pela Escola de Comércio de Lisboa (Novembro de 2011)
- "Prémio Mérito e Excelência", atribuído pela SIC/Caras, na XII Gala dos Globos de Ouro (Abril de 2012)

Doutoramentos Honoris Causa
- Universidade Nova de Lisboa (Abril de 2010)
- Universidade da Beira Interior (Outubro de 2010).

Condecorações
Ordens honoríficas nacionais: 
- Grande-Oficial da Ordem de Benemerência de Portugal (17 de Outubro de 1973)
- Grã-Cruz da Ordem Militar de Nosso Senhor Jesus Cristo de Portugal (8 de Junho de 1983)[nota 1]
- Grã-Cruz da Ordem do Infante D. Henrique de Portugal (5 de Janeiro de 2006)
- Grã-Cruz da Ordem da Liberdade de Portugal (25 de Abril de 2011)

Ordens honoríficas estrangeiras: 
- Grã-Cruz da Ordem da Coroa da Bélgica (23 de Novembro de 1981)
- Grã-Cruz da Ordem Nacional do Cruzeiro do Sul do Brasil (25 de Novembro de 1982)
- Grã-Cruz da Ordem do Mérito da Grécia (8 de Setembro de 1982)
- Grã-Cruz da Ordem da Bandeira da Hungria (26 de Novembro de 1982)
- Cavaleiro de Grã-Cruz da Ordem do Mérito da República Italiana de Itália (2 de Dezembro de 1982)
- Cavaleiro de Grã-Cruz da Ordem de Pio IX do Vaticano ou da Santa Sé (15 de Março de 1983)
- Grã-Cruz da Ordem da Bandeira da Jugoslávia (8 de Junho de 1983)
- Excelentíssimo Senhor Grã-Cruz da Real Ordem de Isabel a Católica de Espanha (20 de Março de 1989)

## Livros
- VIEIRA, Joaquim; Francisco Pinto Balsemão: o patrão dos media que foi primeiro-ministro. Lisboa: Editorial Planeta, 2017.
- BALSEMÃO, Francisco Pinto; Memórias. Porto: Porto Editora, 2021.